# Гендрік Казімір
Гендрік Казімір, або Казимир (нід. Hendrik Casimir; 15 липня 1909, Гаага, Нідерланди — 4 травня 2000, Хеезе, Нідерланди) — голландський фізик, відомий своїми роботами по дворідинній моделі надпровідників (спільно з К. Я. Гортером) в 1934 і ефекту Казимира (спільно з Д. Полдером) в 1948.